# Anna Haava
Anna Haava (Kodavere, Estònia, 15 d'octubre de 1864 – Tartu, Unió Soviètica, 13 de març de 1957) va ser una poeta, escriptora i traductora estoniana dels segles segle xix i segle xx. El 1922, va ser una de les fundadores de la Unió d'Escriptors d'Estònia.

## Biografia
Anna Rosalie Haavakivi va néixer el 15 d'octubre de 1864 en la zona rural de la parròquia de Kodavere, avui part de la parròquia de Peipsiääre, a l'est d'Estònia. El seu pare, Joosep Haavakivi (1836–1891), es va casar el 1860 amb Sohvi Janast, oriünda del poble de Punikvere. En la família pagesa del molí-granja Haavakivi, Anna va créixer al costat de la seva germana gran, Elisabet, i el seu germà petit, Rudolf. Es diu que, quan el seu pare tocava el violí, Anna solia acompanyar-lo cantant; aquesta musicalitat marcaria profundament la seva poesia i la seva escriptura.
El 1873, Anna Haava va començar la seva educació formal a les escoles de Pataste i Saare-Vanamõisa, i entre 1880 i 1884 va assistir a l'escola privada en idioma alemany d'Hoffmann, a Tartu. Més tard es va graduar a l'Escola Superior Femenina de Tartu —també en alemany— amb un diploma de mestra domiciliària, aleshores l'únic tipus d'educació superior disponible per a dones estonianes. Després d'això, va treballar com a mestra de jardí d'infància a Tartu.
El domini de les llengües va ser un recurs valuós per a ella al llarg de la vida, ja que Estònia va travessar períodes de domini rus tsarista, independència nacional, ocupació alemanya durant la Segona Guerra Mundial i posterior annexió a l'URSS per part de la Rússia soviètica.
Mentre estudiava a l'escola alemanya, se li va assignar un nom «més germànic», Anna Rosalie Espenstein, i se li va ensenyar a comportar-se com a bona alemanya. No obstant això, en graduar-se, Anna va insistir a reprendre el seu nom de naixement, Haavakivi, reafirmant la seva identitat com a estoniana patriota. Encara que avui se la recorda àmpliament pel cognom Haava, aquest no va ser el seu nom oficial fins al 1939.

## Carrera

### Escrits
Anna Haava va ser una poeta activa durant tota la seva vida adulta, des dels 22 anys fins a la vellesa. El seu primer poema es va publicar en el periòdic Postimees després de la mort de la destacada poeta estoniana Lydia Koidula,  l'estiu de 1886. El poema, titulat A Koidula, anava signat per «Una noia estoniana». Aquesta obra seria la primera de moltes de les que Haava veuria impreses.

Les seves tres primeres col·leccions —Luuletused (Poemes I, II i III) els anys 1888,1890 i 1897 respectivament— contenen cançons romàntiques i sentimentals, centrades principalment en el tema de l'amor. Al moment de la seva publicació, els poemes juvenils de Haava van rebre un càlid acolliment del públic, i els tres volums van ser reimpresos diverses vegades.

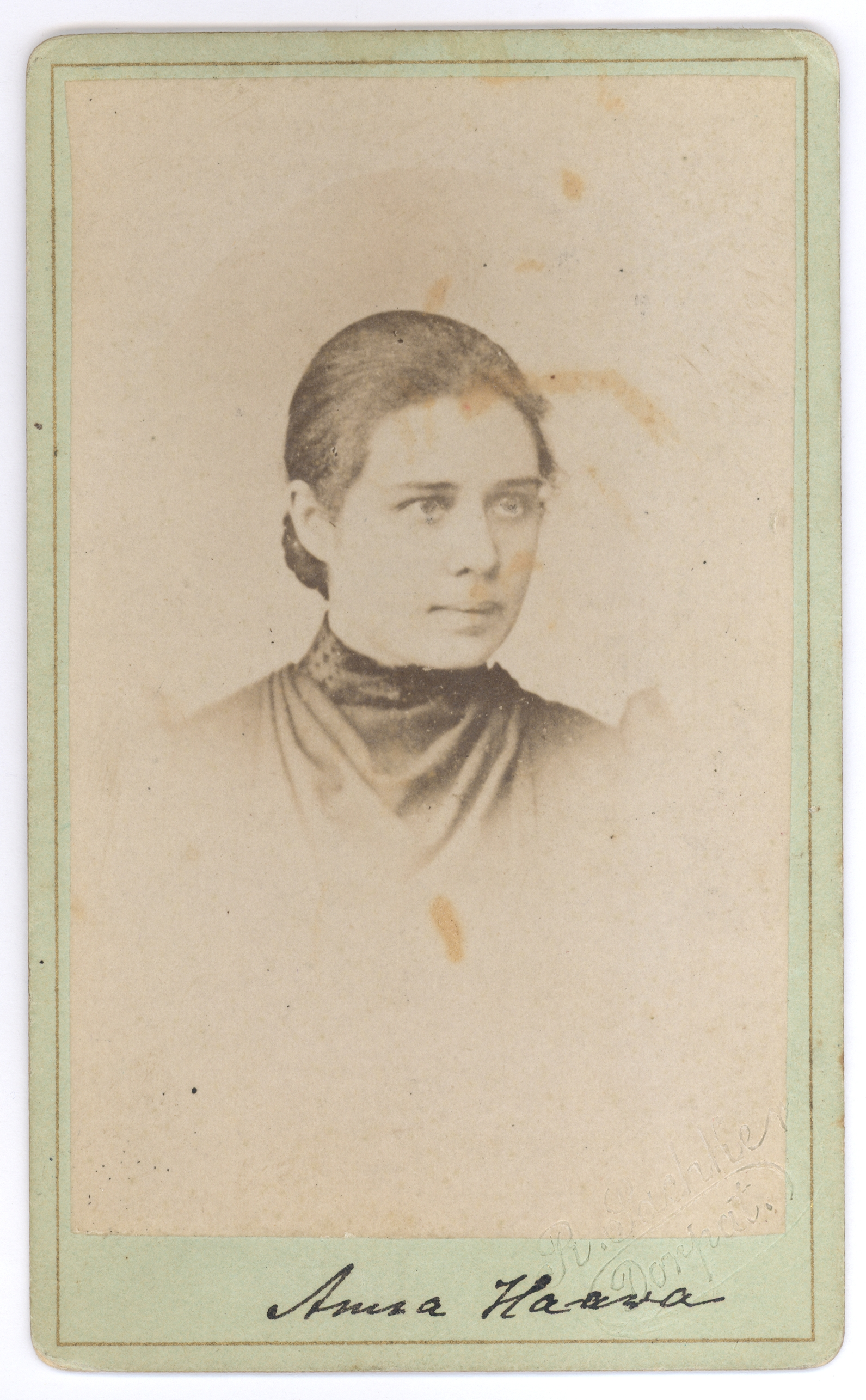
Haava, ca. 1885

També va publicar contes en revistes, una col·lecció d'aforismes titulada Peotäis tõtt (Un grapat de veritat, 1900) i una obra en prosa que descriu la seva llar de la infància: Väikesed pildid Eestist (Petites imatges d'Estònia, 1911).
Després d'una estada a Leipzig, Alemanya, per motius de salut, i després de passar uns mesos amb la seva germana Liisa, atenent la seva malaltia i mort, es va traslladar durant uns quants anys a Sant Petersburg, Rússia, on va treballar com a infermera i mestra. El 1906 va tornar a Estònia i es va instal·lar a Tartu, on, per un temps abans de la Primera Guerra Mundial, va formar part de l'equip editorial del periòdic Postimees. Més tard va treballar com a escriptora i traductora independent.
A partir de 1906, va començar a publicar col·leccions amb un to menys alegre, com Lained (Ones). En elles, Haava condemnava la injustícia, la violència i la discriminació ètnica, crítica que es va accentuar en poemaris com Ristlained (Ones creuades, 1910) i Meie päevist (Dels nostres dies, 1920). La seva poesia es va tornar encara més personal a Põhjamaa lapsed (Nens dels països nòrdics, 1913), Siiski on elu ilus (No obstant això, la vida és bella) i Laulan oma eesti laulu (Canto la meva cançó estoniana, 1935). El seu últim recull poètic va aparèixer el 1954.
Haava va ser una de les fundadores de la Unió d'Escriptors d'Estònia el 1922. Mai va tenir gaires ingressos. A partir de 1920, va començar a rebre una pensió per a escriptors i, el 1945, se li va atorgar una pensió personal.
El 2006 va sortir a la llum el manuscrit inèdit Mälestusi Laanekivi Manni lapsepõlvest (Records de la infància de Laanekivi Mann), i el 2008 es va publicar una recopilació de la seva poesia sota el títol Luule (Poemes), que reuneix fins a 700 composicions.

### Musicalitat
| «            | No puc viure sense cançons: Si callo de sobte, -Ah, el món sense cançons s'anirà reduint, el batec del cor es trencarà. | » |
| — Anna Haava | |   |

Haava va impregnar molts dels seus poemes d'una musicalitat notable que va facilitar la seva adaptació com a lletres per a composicions musicals d'artistes coetanis seus. Ja al 1887, Miina Härma, una jove organista que estudiava a Sant Petersburg, va posar música per primera vegada a poemes de Haava, i des de llavors més de 200 dels seus poemes han estat musicalizats per diversos compositors. Algunes d'aquestes cançons inspirades en Haava van arribar a ser populars en festivals regionals o van evolucionar en cançons d'estil folklòric. També va escriure el llibret de l'òpera Lembitu tütar (La filla de Lembitu), d'Artur Lemba, el 1908.

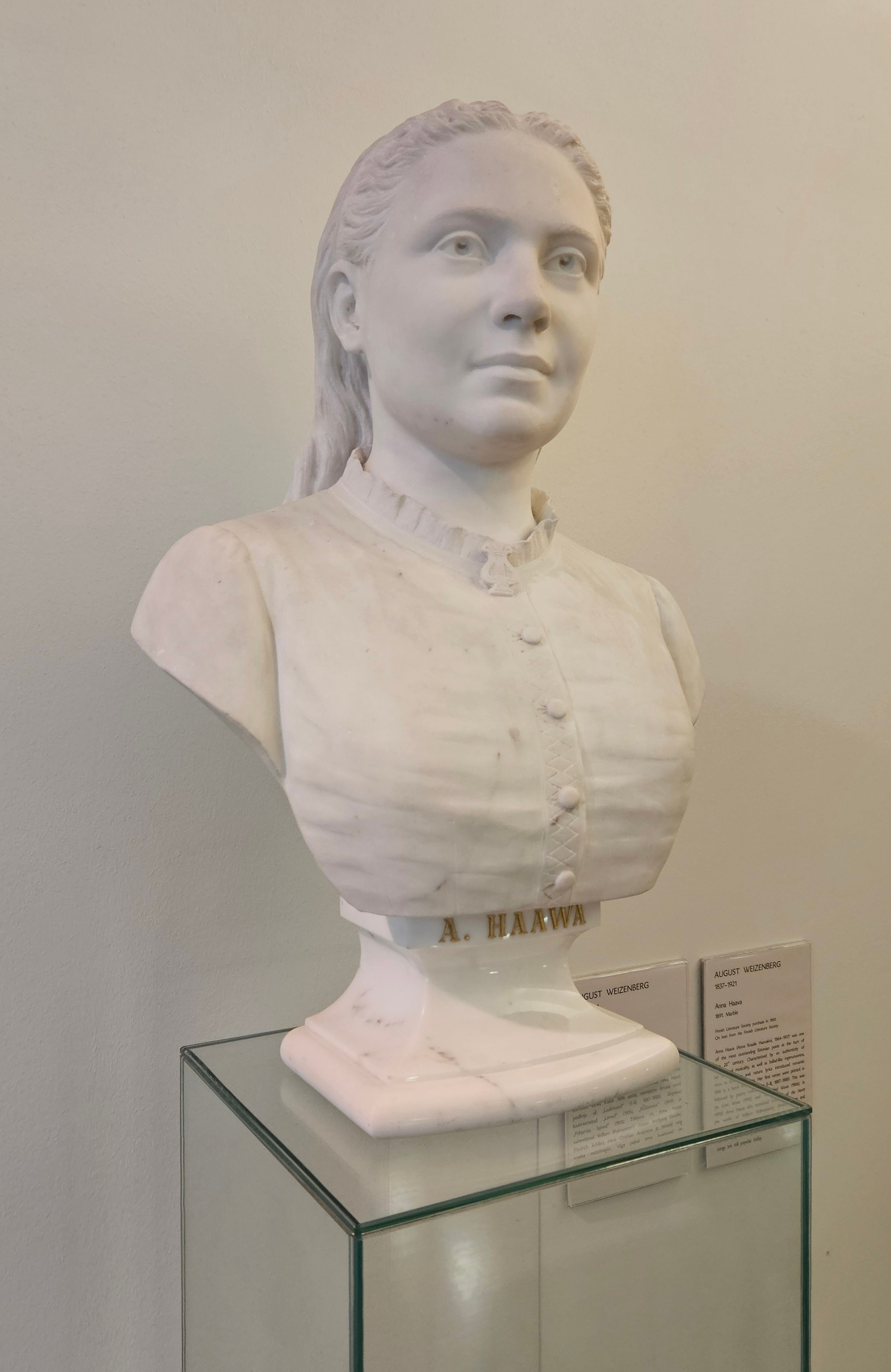
Rèplica d'un bust de Haava de 1889 d'August Weizenberg.

La seva obra continua publicant-se. El 2006 va aparèixer una partitura musical en alemany titulada Kolm eesti laulu Anna Haava sõndele (1937–1940) = Drei Lieder für eine Singstimme mit Klavierbegleitung nach Gedichten von Anna Haava (Tres cançons per a una veu amb acompanyament de piano basades en poemes d'Anna Haava), els autors de la qual figuren com Gregor Heuer i Anna Haava.

### Traduccions
Com a traductora, Haava va obtenir ingressos en posar a la disposició del públic estonià importants obres de la literatura estrangera, entre les quals Egmont, de J. W. Goethe, Guillem Tell, de F. Schiller, Èdip Rey, d'H. Hofmannstahl, El somni d'una nit d'estiu, de W. Shakespeare i els contes de fades de Hans Christian Andersen, entre altres. També va traduir obres sobre mitologia antiga, com Greeka muinaskangelased (Herois mitològics grecs), d'I. C. Andrä i R. Schneider, i Rooma muinaskangelased (Herois mitològics romans), de G. Schalk.
Els seus propis poemes també van ser àmpliament traduïts a diversos idiomes, incloent el rus, el finès, el suec, l'hongarès, l'alemany,l'italià, l'esperanto o l'anglès, entre altres.

## Mort
Anna Haava va morir a Tartu als 92 anys, el 13 de març de 1957, i va ser enterrada en la secció Maarja del cementiri Raadi de la mateixa ciutat. Una làpida amb un dels seus poemes assenyala el lloc de la sepultura.

## Reconeixements i distincions
El 1954, la ciutat de Tartu va celebrar el 90è aniversari de la poeta a la sala d'actes de la Universitat de Tartu. Com a part d'aquesta commemoració, també es va donar el seu nom a un carrer de la ciutat.Al llarg de la seva vida, va rebre molts reconeixements, entre els qualsː.

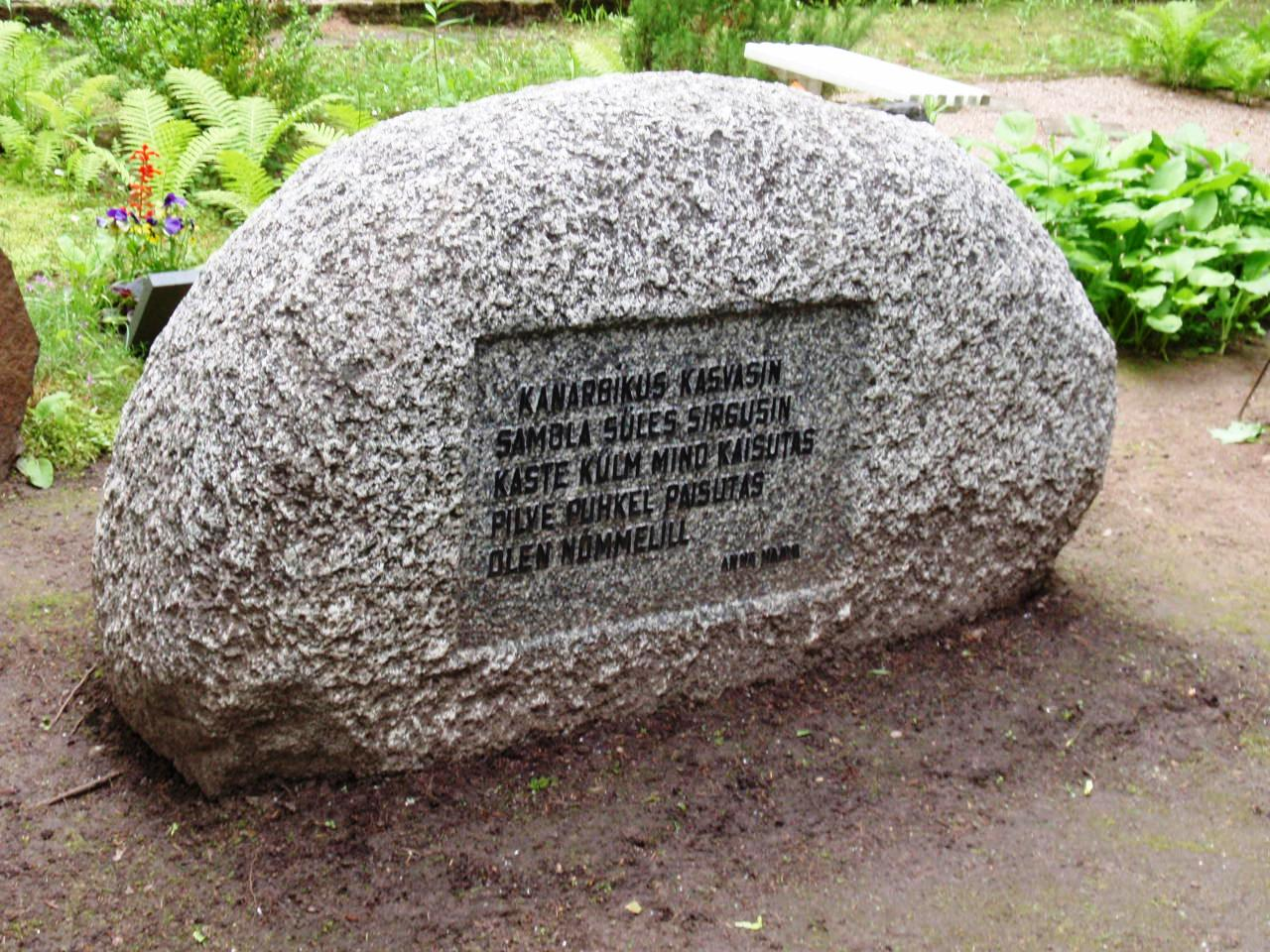
A la tomba d'Anna Haava

- L'Orde de la Creu de l'Àguila de 3ª Classe, 1930.[9]

- L'Orde de la Creu Roja d'Estònia de 2ª classe, 1935.[9]

- Escriptora del Poble de la RSS d'Estònia, 1954.[10]

- Orde de la Insígnia d'Honor.[10]

El 2006 es va inaugurar la Sala Commemorativa Anna Haava en el Centre Comunitari de Assikvere, al comtat de Jõgeva, Estònia.